# 유귀생
유귀생(劉歸生, ? ~ 23년)은 전한 말기 ~ 신나라의 제후로, 우북평군 무종현(無終縣) 사람이다. 연경왕의 현손의 손자이다.

## 생애
애제 때 전한의 종실들의 혈통을 복원하면서, 무종공사(無終公士) 유귀생은 유택이 봉해졌었던 영릉후(營陵侯)를 이어받았다. 작위는 신나라 때까지 이어졌으나, 신나라가 멸망하면서 경시제의 병사들에게 피살되었다.

## 출전
- 반고, 《한서》 권35 형연오전

| 선대 (180여년 전) 7세조 유택 | 전한 ~ 신의 영릉후 ? ~ 23년 | 후대 (신 멸망) |